# St. Nazarius (Adelshofen)

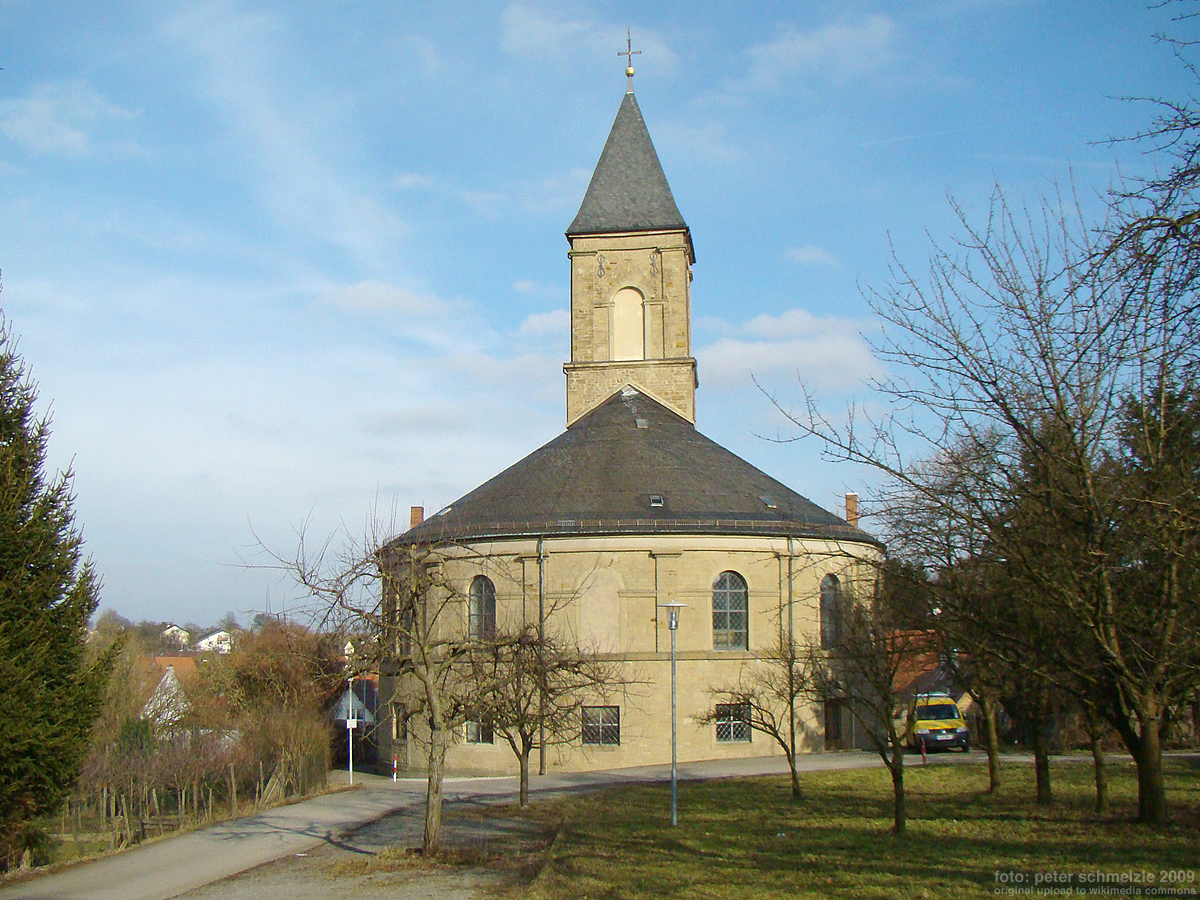
St. Nazarius in Adelshofen

St. Nazarius ist eine evangelische Pfarrkirche in Adelshofen, einem Stadtteil von Eppingen im Landkreis Heilbronn im nördlichen Baden-Württemberg.

## Geschichte
Eine erste Kirche mit dem Patrozinium des heiligen Nazarius ist in Adelshofen urkundlich 1496 belegt. Dieses Patrozinium lässt auf einen sehr alten Ursprung der Kirche im Zusammenhang mit dem Kloster Lorsch schließen. Die alte, aufgrund von Knochenfunden sicher inmitten des ursprünglichen Friedhofs des Ortes gelegene Kirche ging wohl im Dreißigjährigen Krieg unter. Der Ort erholte sich von den Verwüstungen jenes Krieges nur langsam, so dass erst 1717/18 ein Kirchenneubau an alter Stelle erfolgte. Diese Kirche war zwischen der heutigen Kirche und dem (1962 abgerissenen) Pfarrhaus gelegen und wies ein hölzernes Tonnendach auf. Die Kirche muss klein und schlicht gewesen sein, da sie schon 1763 instand gesetzt werden musste und zu Beginn des 19. Jahrhunderts auch nicht mehr für alle Gläubigen ausreichte. In den 1820er Jahren war die Kirche abermals schadhaft, so dass neben Ausbesserungen auch Überlegungen zu einem Neubau stattfanden. Das gräflich Neippergsche Rentamt unterstützte die Neubaupläne mit der Zusage von Bauholz und die politische Gemeinde gab Geld.
Die heutige Kirche wurde von 1830 bis 1834 neben der alten Kirche erbaut. Sie ist das Werk des badischen Baurats Karl August Schwarz, der unter anderem auch das Rathaus in Eppingen errichtet hat. Die Hanglage des Neubaugrundstücks war eine architektonische Herausforderung, führte jedoch zu einer außergewöhnlichen Lösung mit dem halbrunden Grundriss sowie einem ortsbildprägenden Ergebnis. Die alte Kirche wurde nach Fertigstellung des Neubaus abgerissen.
Die heutigen Gegebenheiten bei der Kirche entstanden im Zuge des Ausbaus der Adelshofener Ortsdurchfahrt 1962. Das alte Pfarrhaus aus dem 18. Jahrhundert musste der Durchgangsstraße weichen, im Umfeld der Kirche entstanden dafür ein neues Pfarrhaus sowie ein Gemeindezentrum. Der Hang westlich der Kirche wurde mit neuen Aufgängen und dem Kriegerehrenmal umgestaltet. Bei der Erneuerung eines alten Plattenwegs fand man einige alte Grabmale vor, die mit der Bildseite nach unten als Wegplatten verlegt worden waren. Einer dieser Grabsteine wurde in den Westgiebel der Kirche eingemauert, wo er einen 1950/51 beim Aushub einer Grube hinter der Schossscheuer aufgefundenen Grabstein ergänzt.
1964 wurde das Kircheninnere renoviert. Eine weitere Renovierung fand 1984 statt.

## Beschreibung

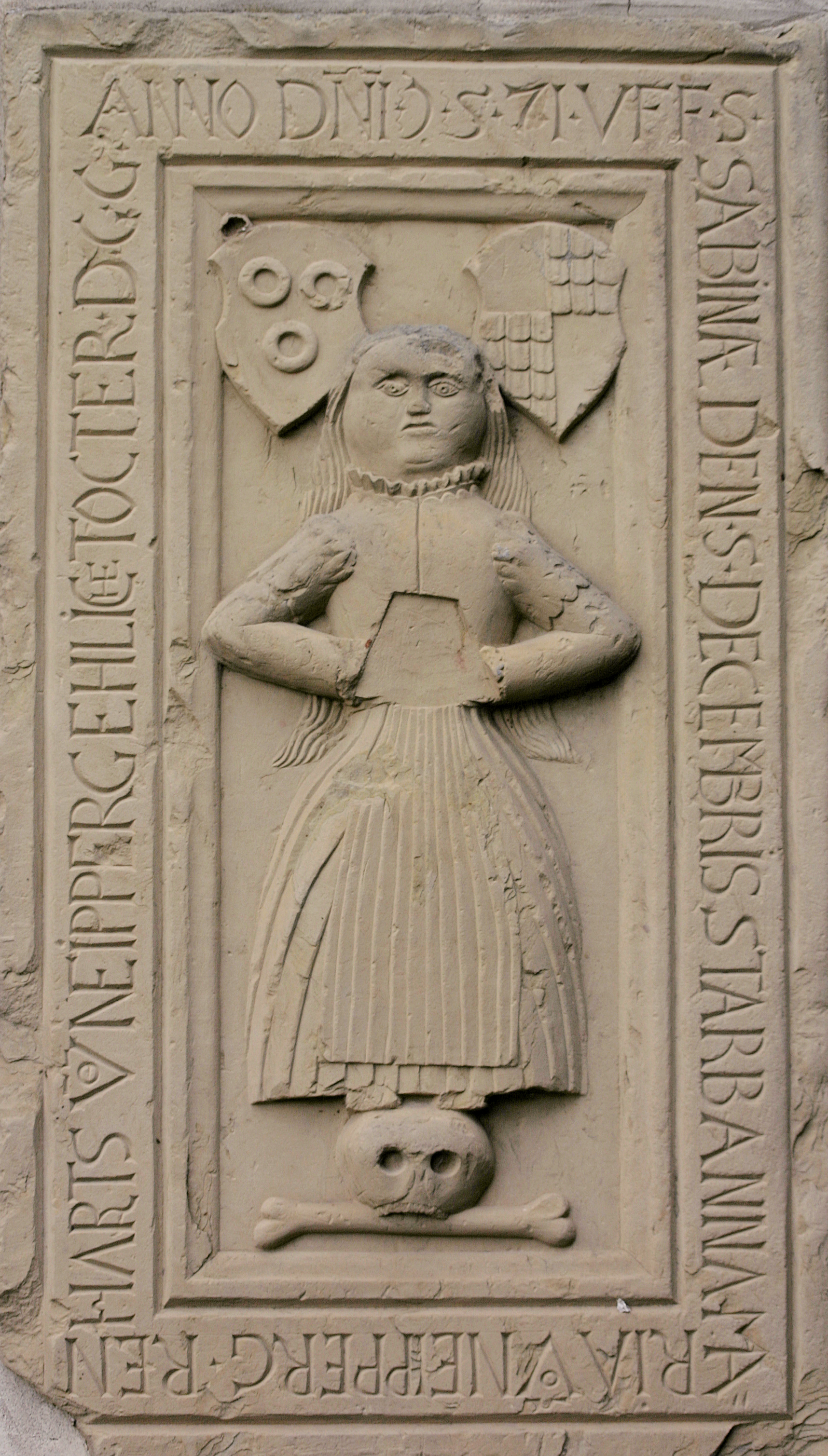
Grabplatte der Anna Maria von Neipperg

Die Kirche St. Nazarius überragt auf erhöhter Stelle das Dorf und besitzt ein Kirchenschiff aus einer halben Rotunde. Sie ist gedeckt von einem halben Kegel, und auf der Vorderseite befindet sich der Kirchturm.
Auf der Rückseite beeindruckt die ungewöhnliche Form der Rotunde mit dem nicht allzu steilen Kegeldach. Die symmetrische Portalfassade besitzt einen langen Dreiecksgiebel auf Pilastern. Zum silbrig-golden schimmernden gelben Sandstein passt das Dach aus Schiefer. Die Fassade ist in zwei Geschossen angelegt, getrennt von einem Gurtband.
An der dem Ort zugewandten Giebelseite führen zwei Türen rechts und links des mittigen Turmes in Vorräume, von denen aus man über Treppen auf die Emporen gelangt. Die obere Partie des halbrunden Gottesdienstraumes besitzt Pilaster um das gesamte Bauwerk mit kräftigen Eckpilastern. Die Fenster sind rundbogig, wobei das mittlere Fenster der Rotunde zugemauert wurde.
An der Giebelseite befinden sich historische Grabplatten und Inschriftensteine. Das Ritterstandbild zeigt den barhäuptigen und auf einem Löwen stehenden Ludwig von Neipperg († 1570). Links oben ist das Wappen der Herren von Neipperg (drei Ringe) zu sehen, rechts das seiner Frau, einer geborenen von Hornstein. Das Kindergrabmal ist das der Anna Maria von Neipperg († 1571), Tochter des Reinhard von Neipperg. Die dritte Grabplatte ist die der Anna von Neipperg geb. vom Stein († 1582), Frau des Georg Wilhelm von Neipperg. Der Wappenstein darüber zeigt das Allianzwappen Neipperg/Hornstein und die Jahreszahl 1564. Vermutlich handelt es sich bei diesem Fragment um die Bauinschrift eines abgegangenen grundherrlichen Gebäudes.
Die Kirche in Adelshofen zählt zu den interessantesten klassizistischen Kirchen in Baden. Im Innern vollenden die stilvoll schlichten Holzbänke und die Holzemporen den Gesamteindruck.

## Orgel
Die Kirche erhielt anlässlich des Neubaus um 1830 eine Orgel von Wilhelm Overmann. 1968 wurde eine neue Orgel der Firma Ahlborn eingebaut.